# Lophosoria quadripinnata
Lophosoria quadripinnata (J.F.Gmel.) C.Chr. és una espècie de falguera que les anàlisis moleculars d'ADN han situat en la família de les dicksoniàcees, on se la situa en el seu propi gènere monotípic, Lophosoria. El gènere ja existia en el Cretaci primerenc en el sud de Gondwana, segons restes fòssils oposats en l'Antàrtida. L'espècie és ben coneguda com a ornamental.

## Distribució

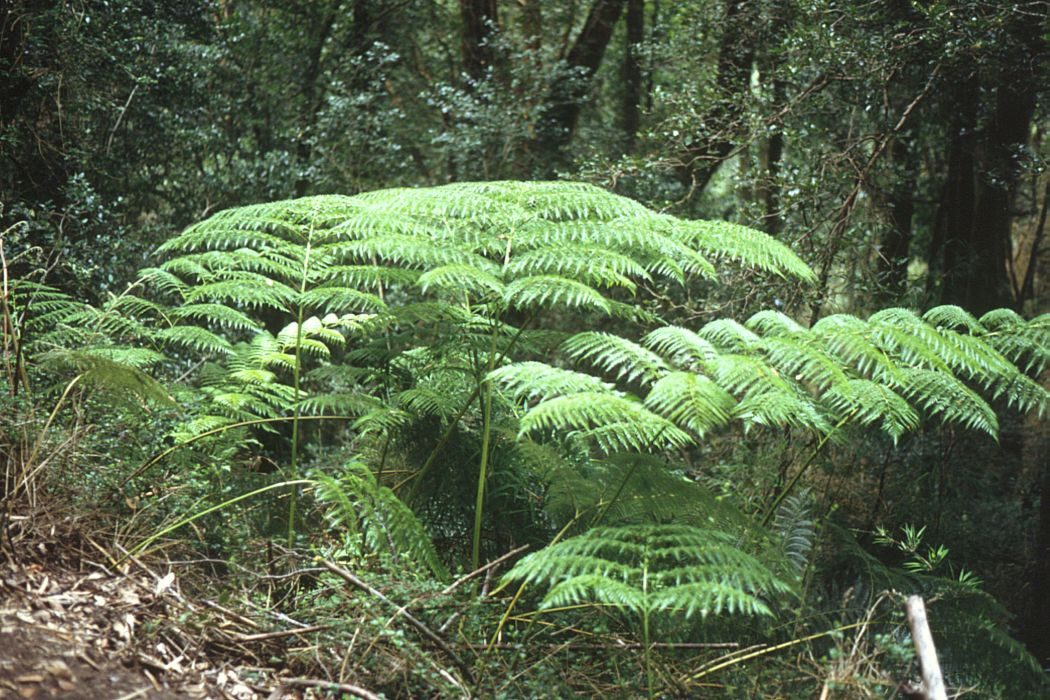
Hàbit de Lophosoria quadripinnata

Es troba en el continent americà, des de Cuba i Mèxic fins al sud de Xile i l'extrem occidental de les províncies argentines de Río Negro i de Neuquén.
En espanyol se li denomina "ampe" (del mapudungun añpe) o "palmilla", però cal tenir en compte que hi ha diverses espècies de falgueres que hom anomenen «palmillas», que posseeixen frondes més o menys grans i creixen en climes més aviat freds.

## Característiques
És una planta de mida mitjana i, malgrat que el rizoma no forma estípit, està clarament emparentada amb la resta de les falgueres arborescents a causa dels caràcters que aparentment ja estaven en el seu ancestre comú, com els pneumatodos, i el rizoma que va canviar de la simetria dorsiventral típica dels altres falgueres a una simetria radial típica de les falgueres arborescents. Els seus frondes grans i diverses vegades pinnades, amb el pecíol alçat adaxialmente, i els pèls en el rizoma i la part inferior dels pecíols també recorden a les falgueres arborescents.
Per identificar l'espècie, s'usen la posició i les característiques dels sorus que es troben en les fulles fèrtils.

## Descripció
Introducció teòrica en Terminologia descriptiva de les plantes

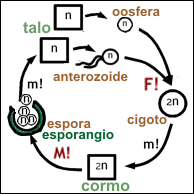
Diagrama esquemàtic del cicle de vida de les plantes vasculars sense llavor.
Llegenda:
n : generació haploide,
2n : generació diploide,
m! : mitosi,
M! : meiosi,
F! : fecundació

Lophosoria quadripinnata és una planta vascular amb les dues generacions alternades, esporòfit i gametòfit, multicel·lulars i independents; amb espores com a unitat de dispersió i de resistència. El gametòfit és un «talo» (cos sense organització) i l'esporòfit és un «corm» (amb arrel, plançó i sistema vascular). A causa d'aquestes característiques, tradicionalment les hi agrupa amb les pteridofitas. Posseeixen esporòfits amb megafil·les o frondes (Euphyllophytina).
El rizoma és massiu, amb pèls, no formant estípit (no arborescent), però és de simetria radial en lloc d'horitzontal, caràcter que aparentment va néixer en l'ancestre de les falgueres arborescents. Les frondes són de grandària gran, 2-3 pinnades, amb pèls en la part inferior dels pecíols, i estan alçades en la seva part abaxial, caràcters comuns en els ciateals (clade de les falgueres arborescentes). També estan presents els pneumatodes (línies de ventilació discretes, o pegats, disposats en el raquis, pecíol o rizoma, que tenen la funció de facilitar l'intercanvi gasós en els teixits densos), que són característics del clade de les falgueres arborescents.

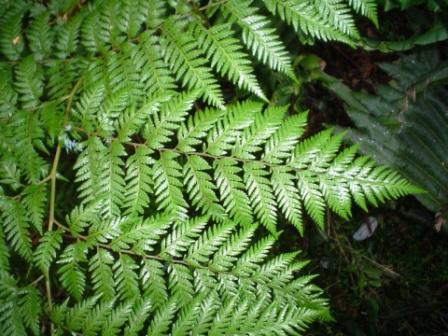
Detall de la cara adaxial d'una fronde de Lophosoria quadripinnata.

Els sorus, sense indusi, se situen en la cara abaxial, sobre la vena de l'última pinna. El marge de la fulla pot estar reflex però no formant part d'un indusi, com en les altres dicksoniàcies. Els sorus posseeixen nombrosos pèls (anomenats «parafisos filiformes») entre els esporangis. Les característiques i posició dels sorus són caràcters diferencials que s'usen per identificar a l'espècie.
|  |

Com en totes les polipodiópsides, els esporangis són de tipus leptosporangiat (amb peu, amb càpsula de paret d'una cèl·lula de gruix, amb anell de dehiscència en la càpsula). Com en totes les falgueres arborescents, l'anell és oblic i complet, no interromput pel peu de l'esporangi.
Les espores posseeixen marca trilet. Aquesta espècie posseeix espores amb una morfologia molt particular, amb un cinturó equatorial («cíngol») que va fer que durant molt temps se situés a l'espècie en la seva pròpia família, Lophosoriaceae.
La germinació del gametòfit correspon al tipus Cyathea, donant origen a filaments curts de dos a sis cèl·lules en ambdues varietats. El desenvolupament protàl·lic és de tipus Adiantum. Quan són criats en laboratori, els gametòfits de la varietat quadripinnata són sempre cordats, en canvi els gametòfits de la varietat contracta posseeixen tres morfs, depenent de la densitat d'espores a la qual es desenvolupin (Dyer, 1979): a densitats baixes, són llargament espatulats amb un meristema central i un ala lleugerament més desenvolupada que l'altra; a densitats mitjanes són cordiformes, i a densitats altes són acintats i amb una gran quantitat de anteridis.
El gametòfit és protàndric (és hermafrodita, primer es desenvolupen els anteridis que donen els anterozoides, i després els arquegonis que donen les oosferas).
Nombre de cromosomes x = 65.

## Sistemàtica
Introducció teòrica en Filogènia i Taxonomia
Les anàlisis moleculars d'ADN han situat inequívocament a l'espècie en les dicksoniáceas, però la història de la seva circumscripció és llarga. En 1970 Pichi Sermolli la va circumscriure en la seva pròpia família, Lophosoriaceae Pichi Sermolli, on va ser situada durant molt temps. Al principi va ser situada com a germana de les ciateàcies, a causa de caràcters com els sorus abaxiales, o el patró de germinació del gametòfit. En la dècada de 1990 s'ha arribat a hipotetizar una relació propera amb Metaxyaceae a causa de caràcters del pecíol i de la tija, però anàlisis posteriors de morfologia han suggerit que aquestes famílies no estaven emparentades (D. S. Conant, dades no publicades, citat en Wolf et al. 1999). D'altra banda, els estudis de la ultraestructura (fets amb el microscopi electrònic d'escombratge) de les espores (Gastony i Tyron, 1976) i els estudis recents del desenvolupament del gametòfit (Pérez-García et al. 1995) han conclòs que Lophosoria difereix en una quantitat significativa de caràcters dels altres falgueres arborescents, per la qual cosa les seves afinitats amb la resta quedaven com a incògnites. Altres investigadors, com Kramer en Kubitzki (1990) la van niar dins de les dicksoniàcies, juntament amb altres gèneres que avui dia es van segregar en altres famílies de falgueres arborescents. A mesura que es va estudiar a l'espècie molecularment, va anar cada vegada més evident la seva afinitat amb les dicksoniàcies, el primer caràcter que demostra la seva afinitat és el nombre de cromosomes (igual al de Dicksonia), i les anàlisis moleculars d'ADN fets sobre la seqüència rbcL en 1999 també la niaven dins d'aquesta família (Wolf et al. 1999), relació que va ser confirmada en un extens estudi molecular de les falgueres arborescents fet per Korall et al. (2006, sobre les seqüències atpA, atpB, rps4 i la ja esmentada). A causa d'això l'espècie va ser situada en la família de les dicksoniàcies, en el seu propi gènere monotípic, en el sistema de classificació de monilophytas de Smith 2006.
Circumscripció: l'espècie està formada per almenys dues varietats, de vegades posades com a espècies del gènere:
- Lophosoria quadripinnata (J.F.Gmel.) C.Chr. var. quadripinnata (àmplia distribució en els tròpics americans, des de regions humides i temperades de Sud-amèrica, entre els 1000 i 3000 msnm)
- Lophosoria quadripinnata var. contracta (Hieron.) R.M.Tryon & A.F.Tryon (trobada a Equador, a 2900 msnm; i a l'Illa Robinson Crusoe de l'arxipèlag Juan Fernández a Xile).

Les espores de la varietat contracta són lleugerament més grans (70 × 75 µm) que les de la varietat quadripinnata (50 × 60 µm). A més, en la varietat quadripinnata els anteridios estan formats per cinc cèl·lules: dos basals, dos anulars i una petita opercular el·líptica, mentre que en la varietat contracta estan formats per tres cèl·lules: una basal, una anular i una opercular (Stockey 1930). També varien en la morfologia del gametòfit (veure caràcters).
També ha estat descrita Lophosoria quadripinnata var. quesadae A.Rojas a Costa Rica i Panamà (Rojas-Alvarado 1996, va ser descrita com l'espècie Lophosoria quesadae).

## Evolució

Aparentment Lophosoria es va originar a principis del Cretàcic, el sud del continent de Gondwana, i ja existia quan el continent es va separar a la fi del Cretàcic.

Dettmann (1986) ha remarcat que les espores del gènere extint Cyatheacidites es corresponen molt bé amb les Lophosoria vivents. La distribució de Cyatheacidites ha estat utilitzada per inferir que Lophosoria estava distribuïda en la part sud de Gondwana durant el Cretaci primerenc i que, durant el Terciari, migró a Austràlia i Sud-amèrica (Dettmann 1986).
Més recentment, Cantrill (1998) va descriure unes fulles fossilitzades en la capa del Cretàcic primerenc (més específicament en el Aptiense), en l'Antàrtida, que conté espores de Cyatheacidites. La preservació de les fulles i les espores era tan bona que Cantrill va poder descriure les seves troballes en la categoria d'espècie, i la va descriure amb el nom de Lophosoria cupulata D.J.Cantrill (publicada com Lophosoria cupulatus), amb el canvi de gènere, ja que ell considerava que Lophosoria quadripinnata (J.F.Gmel.) C.Chr. era l'espècie vivent més emparentada a l'espècie trobada.

## Importància econòmica
S'utilitza com a planta ornamental, tant visqui en parcs i jardins com tallada per servir com a fullatge acompanyant dels rams de flors. Les plantes usades de la segona forma solen extreure's del seu ambient natural, creant certs problemes locals de conservació.
En algunes fires locals del sud de Xile es venen els seus brots, anomenats gossets, per consumir-los en amanides.